# أدريان مانارينو
أدريان مانارينو (بالفرنسية: Adrian Mannarino) مواليد 29 يونيو 1988 في فرنسا. لاعب كرة مضرب فرنسي مُحترف.

## روابط خارجية
- أدريان مانارينو على موقع رابطة محترفي التنس (الإنجليزية)
- أدريان مانارينو على موقع الاتحاد الدولي لكرة المضرب (الإنجليزية)
- أدريان مانارينو على موقع كأس ديفيز (الإنجليزية)
- أدريان مانارينو على موقع خلاصة التنس.كوم (الإنجليزية)
- أدريان مانارينو على موقع إي إس بي إن.كوم (الإنجليزية)